# Charles Pollard (futbolista)
Charles Roylon Pollard (Georgetown, 24 de marzo de 1973) es un exfutbolista de Guyana que jugaba como defensa. Actualmente, es el asistente técnico de la selección de fútbol de Guyana.

## Trayectoria
Debutó con 18 años para el Alpha United (1991). Siguió jugando en Guyana para equipos como el Pele, Netrockers y Docs Kewalas, hasta que en el 2003 salió al extranjero para jugar en la TT Pro League, específicamente para el W Connection. Siguió jugando en dicha liga unos años más, cuando en el 2007 emigró a la USL Premier Development League para jugar por el Brooklyn Knights. Estuvo allí tres temporadas.
En el 2010 regresó a Trinidad y Tobago para jugar por el North East Stars, club con el cual se retiró del fútbol en 2013.

## Selección nacional
Charles Pollard es el futbolista que más partidos ha jugado para selección de fútbol de Guyana (80). Marcó su debut el 29 de marzo de 1996 en el partido de ida (en Georgetown) contra Granada, válido para las eliminatorias al Mundial Francia 1998. Guyana perdió dicho partido por 1-2.
Formó parte del equipo que el 19 de abril de 1998 apabulló 14-0 a Anguila (por la Copa del Caribe de ese año) en Antigua y Barbuda, siendo este resultado el mejor de Guyana hasta la actualidad.
Fue capitán de su selección entre 1999 y 2007.
Ha jugado por su selección en la edición clasificatoria a la Copa Mundial de 1998, 2010 y 2014, además de otros partidos, como de la Copa del Caribe.
Ha anotado 3 goles en 80 partidos jugados.

## Clubes
| Club              | País              | Año         |
| ----------------- | ----------------- | ----------- |
| Alpha United FC   | Guyana            | 1991 - 1995 |
| Pele FC           | Guyana            | 1995 - 1997 |
| Netrockers        | Guyana            | 1997 - 2000 |
| Docs Kewalas      | Guyana            | 2000 - 2001 |
| W Connection      | Trinidad y Tobago | 2001 - 2003 |
| North East Stars  | Trinidad y Tobago | 2003 - 2005 |
| San Juan Jabloteh | Trinidad y Tobago | 2005 - 2006 |
| North East Stars  | Trinidad y Tobago | 2006 - 2007 |
| Brooklyn Knights  | Estados Unidos    | 2007 - 2009 |
| Caledonia AIA     | Trinidad y Tobago | 2009 - 2010 |
| Joe Public FC     | Trinidad y Tobago | 2010        |
| North East Stars  | Trinidad y Tobago | 2010 - 2013 |